# Лейк-Форест (Іллінойс)
Лейк-Форест (англ. Lake Forest) — місто (англ. city) в США, в окрузі Лейк штату Іллінойс. Населення — 19 367 осіб (2020).

## Географія
Лейк-Форест розташований за координатами 42°14′16″ пн. ш. 87°51′32″ зх. д. / 42.23778° пн. ш. 87.85889° зх. д. (42.237903, -87.858948).  За даними Бюро перепису населення США в 2010 році місто мало площу 44,66 км², з яких 44,49 км² — суходіл та 0,17 км² — водойми.

## Демографія
Згідно з переписом 2010 року, у місті мешкало 19 375 осіб у 6763 домогосподарствах у складі 5247 родин. Густота населення становила 434 особи/км².  Було 7444 помешкання (167/км²).
Расовий склад населення:
| - 92,1 % — білих - 4,7 % — азіатів - 1,1 % — чорних або афроамериканців - 0,1 % — корінних американців |

До двох чи більше рас належало 1,3 %. Частка іспаномовних становила 2,8 % від усіх жителів.
За віковим діапазоном населення розподілялося таким чином: 25,9 % — особи молодші 18 років, 56,7 % — особи у віці 18—64 років, 17,4 % — особи у віці 65 років та старші. Медіана віку мешканця становила 45,5 року. На 100 осіб жіночої статі у місті припадало 93,2 чоловіків;  на 100 жінок у віці від 18 років та старших — 88,9 чоловіків також старших 18 років.
Середній дохід на одне домашнє господарство  становив 256 202 долари США (медіана — 155 792), а середній дохід на одну сім'ю — 286 373 долари (медіана — 185 917). Медіана доходів становила 151 503 долари для чоловіків та 78 197 доларів для жінок. За межею бідності перебувало 5,4 % осіб, у тому числі 6,5 % дітей у віці до 18 років та 3,4 % осіб у віці 65 років та старших.
Цивільне працевлаштоване населення становило 7880 осіб. Основні галузі зайнятості: освіта, охорона здоров'я та соціальна допомога — 21,1 %, науковці, спеціалісти, менеджери — 20,1 %, фінанси, страхування та нерухомість — 18,4 %.